# 에르네스토 사바토

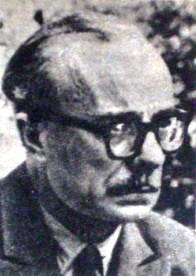

에르네스토 사바토(Ernesto Sabato, 1911년 6월 24일 ~ 2011년 4월 30일)는 아르헨티나의 소설가, 수필가, 화가, 물리학자였다. BBC에 따르면 그는 히스패닉 문학에서 가장 권위 있는 상을 받았고 라틴 아메리카 전역의 문학계에 큰 영향력을 미쳤다. 그의 죽음 이후 엘 파이스는 그를 "아르헨티나 문학의 마지막 고전 작가"라고 불렀다.
사바토는 대머리와 브러시 콧수염으로 구별되었으며 색안경과 오픈 넥셔츠를 입었다. 그는 부에노스아이레스 지방의 작은 마을인 로하스에서 태어났다. 사바토는 라플라타 국립칼리지(Colegio Nacional de La Plata)에서 공부를 시작했다. 그 후 그는 라플라타 국립대학교에서 물리학을 공부하여 박사 학위를 받았다. 그 후 그는 파리의 소르본 대학에 다녔고 퀴리 연구소에서 일했다. 제2차 세계대전 이후 그는 과학에 대한 관심을 잃고 글을 쓰기 시작했다.
라울 알폰신 대통령의 요청에 따라 그는 1970년대 더러운 전쟁 중 강제 실종된 사람들의 운명을 조사하는 CONADEP 위원회를 주재했다.

## 같이 보기
- 아르헨티나 문학